# Geometra prasinaria
Geometra prasinaria är en fjärilsart som beskrevs av Hüfnagel 1767. Geometra prasinaria ingår i släktet Geometra och familjen mätare. Inga underarter finns listade i Catalogue of Life.

## Bildgalleri

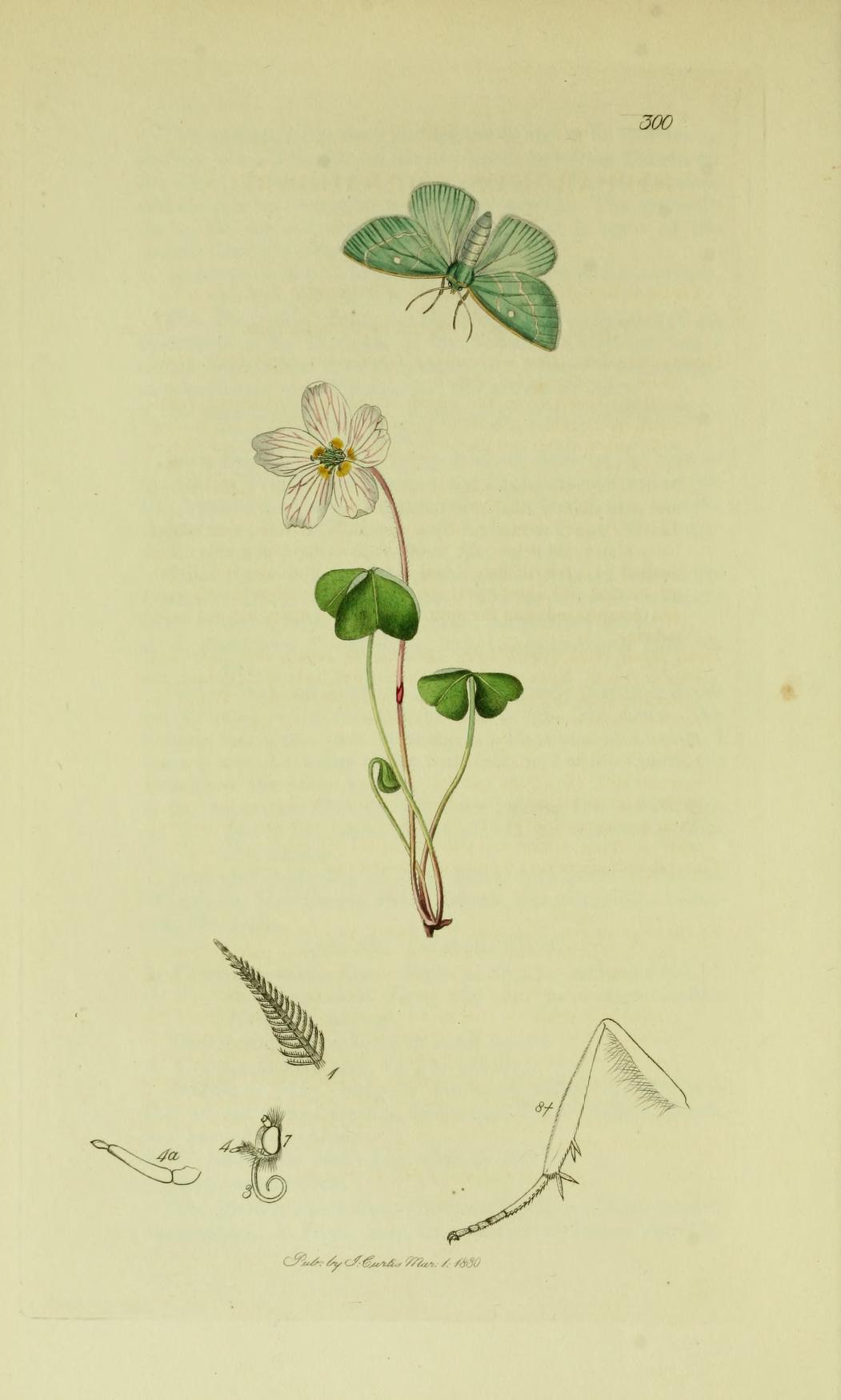
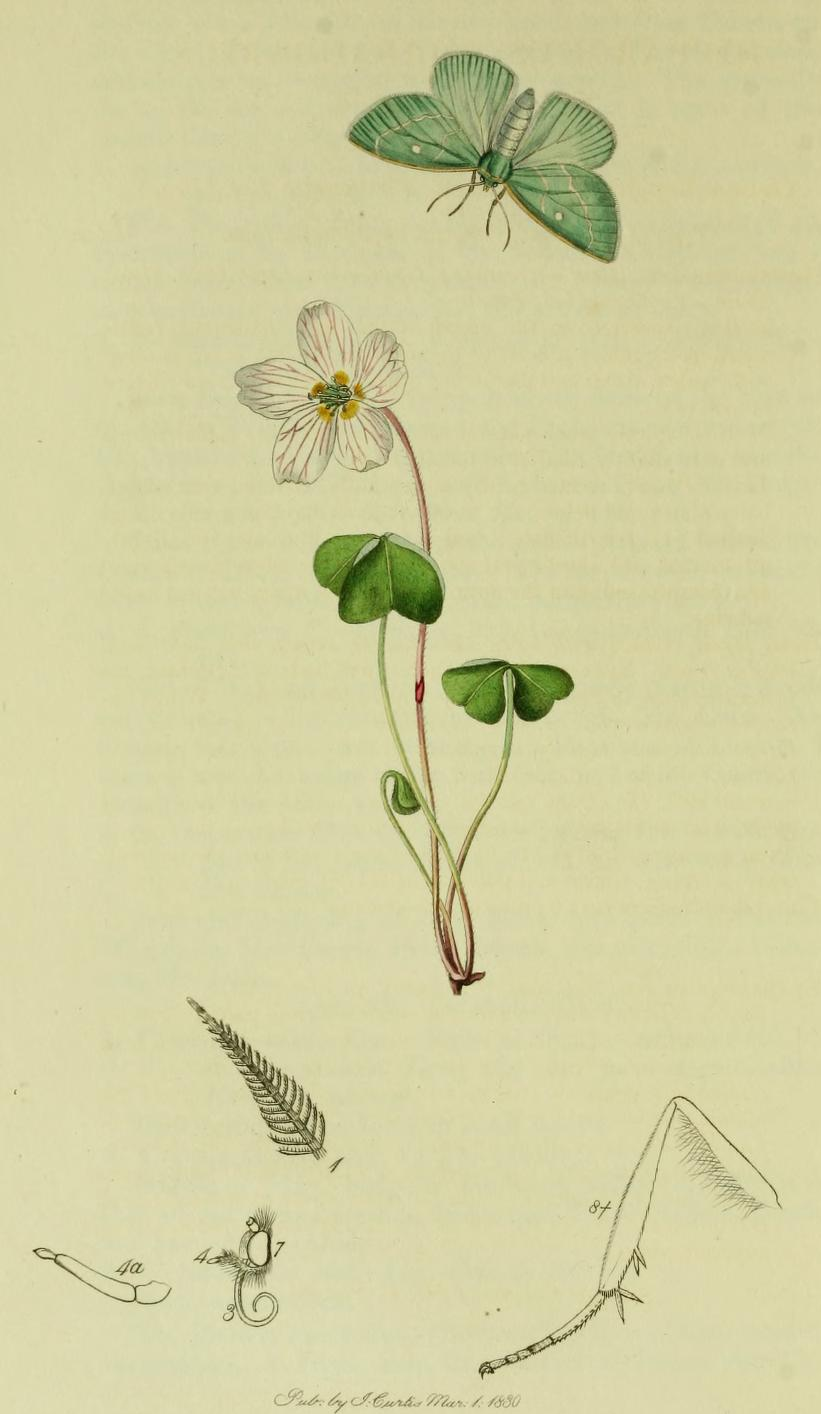
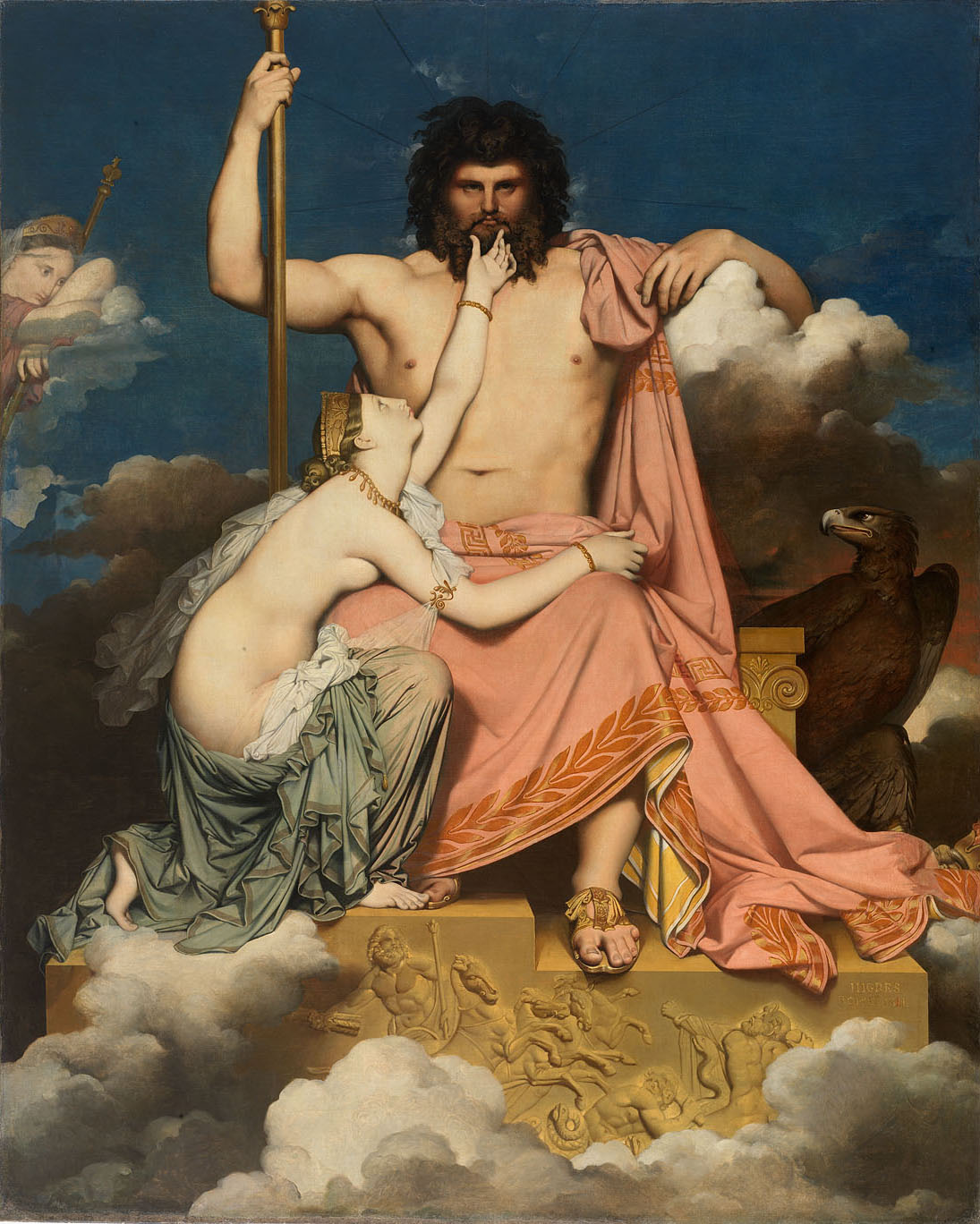